# Nižný Klátov
Nižný Klátov és un poble i municipi d'Eslovàquia. Es troba a la regió de Košice, a l'est del país.

## Història
La primera referència escrita de la vila data del 1317.

## Demografia
| Godina             | 1994 | 2004   | 2014    | 2024    |
| ------------------ | ---- | ------ | ------- | ------- |
| Nombre de persones | 589  | 636    | 780     | 941     |
| Diferència         |      | +7,97% | +22,64% | +20,64% |

| Godina             | 2023 | 2024   |
| ------------------ | ---- | ------ |
| Nombre de persones | 914  | 941    |
| Diferència         |      | +2,95% |